# Jacob Essich

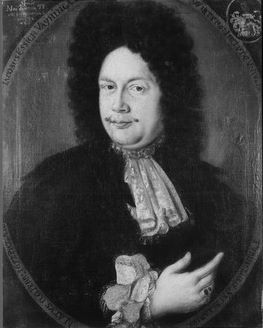
Jacob Essich auf einem Bild in der Tübinger Professorengalerie

Jacob Essich (latinisiert Jacobus Essichius, später Essig; * 9. Februar 1657 in Vaihingen an der Enz; † 6. August 1705) war Sekretär und Notar der Universität Tübingen.

## Leben
Essich entstammte wie auch Heinrich Essig aus dergleichen alten Müllersfamilie aus der Region um Calw. Erstmals wurde in einer Urkunde von 1515 der nachgewiesenermaßen älteste Essig erwähnt. Im 19. Jahrhundert wurde die Namensschreibweise von Essich in Essig geändert. Jacob Essich wurde als eines von sieben Kindern geboren. Sein Vater war der Stadt- und Amtsschreibers Johann Georg Essich aus Neubulach im Landkreis Calw und seine Mutter war Anna Maria Rieger aus Bad Herrenalb. Er studierte Philosophie und Jura und erwarb ein Lizenziat in Rechtswissenschaften. Er war ein Rat an der Eberhard Karls Universität Tübingen.
1692 bis 1705 war er Universitätssekretär und Universitätsnotar der Universität Tübingen. Aus seiner ersten Ehe mit Maria Elisabetha Kuhorst hatte er drei Kinder. Er war der Vater des Predigers Jacob David Essich.
Sein 1694 in Öl gemaltes Porträt hängt in der Tübinger Professorengalerie.